# Sainte-Radegonde (Saône-et-Loire)
Sainte-Radegonde is een gemeente in het Franse departement Saône-et-Loire (regio Bourgogne-Franche-Comté) en telt 210 inwoners (1999). De plaats maakt deel uit van het arrondissement Autun.

## Geografie
De oppervlakte van Sainte-Radegonde bedraagt 22,3 km², de bevolkingsdichtheid is 9,4 inwoners per km².
De onderstaande kaart toont de ligging van Sainte-Radegonde (Saône-et-Loire) met de belangrijkste infrastructuur en aangrenzende gemeenten.

## Demografie
Onderstaande figuur toont het verloop van het inwonertal (bron: INSEE-tellingen).